# Zoucheng
Koordinaten: 35° 24′ N, 116° 58′ O
Zoucheng (chinesisch 邹城市, Pinyin Zōuchéng Shì) ist eine Stadt im Westen der chinesischen Provinz Shandong in der Volksrepublik China. Es ist eine kreisfreie Stadt im Verwaltungsgebiet der bezirksfreien Stadt Jining. Sie hat eine Fläche von 1.617 km² und zählt 1.116.692 Einwohner (Stand: Zensus 2010).
Der alte Staat Zou, die Heimat des Philosophen Mencius, lag auf ihrem Gebiet. Früher war Zoucheng ein Kreis, der Kreis Zou („Zouxian“).